# Maximos II.
Maximos II., griechisch Μάξιμος Β΄ († Dezember 1216) war Patriarch von Konstantinopel im Exil in Nikaia (1216).

## Leben
Maximos war Abt im Kloster der Akoimetoi. Er war geistlicher Vertrauter von Kaiser Theodoros I. Laskaris. Im Juni 1216 wurde er zum Patriarchen von Konstantinopel ernannt. Zeitgenössische Chronisten (Georgios Akropolites, Nikephoros Kallistos Xanthopulos) äußerten sich sehr kritisch über ihn. Er sei ungebildet, er sei nur auf Grund seiner Beziehungen zu den Frauengemächern des kaiserlichen Palastes Patriarch geworden. Maximos starb im Dezember 1216.